# Karilee Fuglem
Karilee Fuglum (nascida em 1960) é uma artista canadiana.
O seu trabalho está incluído nas colecções do Musée national des beaux-arts du Québec e da Galeria Nacional do Canadá.